# Fraunhofer-Institut für Gießerei-, Composite- und Verarbeitungstechnik
Das Fraunhofer-Institut für Gießerei-, Composite- und Verarbeitungstechnik IGCV,  in der Kurzbezeichnung Fraunhofer IGCV genannt, ist ein Institut der Fraunhofer-Gesellschaft zur Förderung der angewandten Forschung. Der Hauptsitz des Instituts befindet sich in Augsburg. Weitere Standorte sind in Garching bei München sowie in Taufkirchen im Landkreis München.
Die Aktivitäten sind der angewandten Forschung in den Bereichen Gießerei-, Composite- und Verarbeitungstechnik zuzuordnen. Der Schwerpunkt liegt dabei auf effizientem Engineering, vernetzter Produktion und Multimateriallösungen.

## Geschichte
Das Fraunhofer IGCV besteht seit dem Jahr 2016. Die anfängliche Einrichtung bildete sich aus der Projektgruppe Funktionsintegriertem Leichtbau FIL des Fraunhofer-Instituts für Chemische Technologie ICT, der Projektgruppe Ressourceneffiziente mechatronische Verarbeitungsmaschinen RMV des Fraunhofer-Instituts für Werkzeugmaschinen und Umformtechnik IWU sowie der Arbeitsgruppe Gießereiwesen des Lehrstuhls für Umformtechnik und Gießereiwesen (utg) der Technischen Universität München. Gegründet wurde die Einrichtung von Klaus Drechsler, Wolfram Volk und Gunther Reinhart. Zu Beginn beschäftigte sie rund 100 Mitarbeiter. Am 1. Januar 2020 wurde die Einrichtung in ein Institut umgewandelt. Förderer sind die Fraunhofer-Gesellschaft, die Technische Universität München und das Bayerische Wirtschaftsministerium.

## Forschung und Entwicklung
Das Fraunhofer IGCV betreibt Forschung im Bereich der Fertigungsprozesse und Materialwissenschaften, der Maschinen- und Prozessketten sowie der Fabrik- und Unternehmensnetzwerke. Hierbei wird fachdisziplinübergreifend gearbeitet.

## Kooperationen
Das Fraunhofer IGCV ist Mitglied folgender Fraunhofer-interner Verbünde und Allianzen:
- Fraunhofer-Verbund Produktion[8]
- Fraunhofer-Allianz Generative Fertigung[9]
- Fraunhofer-Allianz Leichtbau[10]
- Fraunhofer-Allianz Reinigungstechnik[11]
- Fraunhofer-Allianz Simulation[12]
- Fraunhofer-Allianz autoMOBILproduktion[13]

Darüber hinaus bestehen Hochschulkooperationen mit den folgenden Hochschulen:
- Technische Universität München
- Universität Augsburg
- Hochschule Augsburg
- Hochschule München
- Fachhochschule Wels Österreich
- Ain-Shams-Universität Kairo

Alle Institutsleiter des Fraunhofer IGCV haben Lehrstühle an der Technischen Universität München inne.

## Infrastruktur
Das Fraunhofer IGCV ist insgesamt an drei Standorten tätig. Am Hauptsitz in Augsburg sind die Leitung, die Verwaltung und die Wissenschaftsbereiche Composites und Verarbeitungstechnik angesiedelt. In Garching bei München befindet sich der Wissenschaftsbereich Gießereitechnik. Der Standort Ludwig Bölkow Campus in Taufkirchen ist auf den Wissenschaftsbereich Effiziente Faserverbundbauweise und Fertigungstechnologien für Luftfahrtanwendungen spezialisiert.
An den drei Standorten sind insgesamt 168 TVöD-Mitarbeitende tätig. Unterstützt wird die wissenschaftliche Arbeit durch 149 wissenschaftliche Hilfskräfte. 
Geschäftsführender Leiter des Fraunhofer IGCV ist seit Juli 2022 Wolfram Volk. Darüber hinaus sind Klaus Drechsler und Rüdiger Daub Teil des Leitungsteams.